# Michael Phillips (patinador artístico)
Michael Phillips fue un bailarín de hielo competitivo británico. Con su pareja Linda Shearman, se convirtió en campeón europeo de 1963 y medallista de plata mundial de 1963. Murió en agosto de 2016.

## Vida
Michael Phillips fue un destacado patinador artístico en el mundo del patinaje sobre hielo. Su carrera incluyó múltiples logros en importantes competiciones internacionales. En el Campeonato Europeo de Patinaje Artístico sobre Hielo de 1963, celebrado en Budapest, Phillips junto a su pareja Linda Shearman, se alzaron con la medalla de oro, demostrando su habilidad y destreza en el hielo.
Además, en el Campeonato Europeo de Patinaje Artístico sobre Hielo de 1962, realizado en Ginebra, lograron una destacada actuación que les valió la medalla de plata, consolidando su posición como una de las parejas más destacadas en la escena del patinaje artístico. Asimismo, en el Campeonato Europeo de Patinaje Artístico sobre Hielo de 1961, en Berlín, Phillips y Shearman obtuvieron la medalla de bronce. Además  En el ámbito mundial obtuvo medalla de bronce en el Campeonato Europeo de Patinaje Artístico sobre Hielo de 1963, que tuvo lugar en Cortina d'Ampezzo, Italia.

## Logros deportivos
| International                                        | International | International | International |
| Eventos                                              | 1961          | 1962          | 1963          |
| ---------------------------------------------------- | ------------- | ------------- | ------------- |
| Campeonato Mundial de Patinaje Artístico sobre Hielo |               | 4.º           | Plata         |
| Campeonato Europeo de Patinaje Artístico sobre Hielo | Bronce        | Plata         | Oro           |
| National                                             |               |               |               |
| Campeonato Británico de Patinaje Artístico           |               | Oro           | Oro           |